# Janalibandali
Janalibandali (en népalais : जनलिबंदली) est un comité de développement villageois du Népal situé dans le district d'Achham. Au recensement de 2011, il comptait 3 304 habitants.